# Danny Mansoni Ngombo
Danny Mansoni Ngombo, né le 25 octobre 1963, est un footballeur international congolais (RDC). Il évolue au poste de défenseur.

## Biographie
Il effectue la plupart de sa carrière en Belgique. Il joue ainsi avec les clubs du K Beerschot VAC, du Germinal Ekeren, du RFC Seraing, du Sporting Charleroi, et du RCS Visé. Il joue également une saison en Allemagne avec l'équipe de Wuppertal.
Avec le club de Seraing, il dispute une rencontre en Coupe de l'UEFA.
Il participe avec l'équipe du Zaïre à trois Coupes d'Afrique des nations, en 1988, 1992 et 1994. Il est quart de finaliste de cette compétition en 1992 et 1994. Il joue un total de neuf matchs en Coupe d'Afrique des nations.

## Carrière
- 1986-déc. 1990 :  K Beerschot VAC
- 1990-1992 :  Germinal Ekeren
- 1992-1996 :  RFC Seraing
- 1996-1997 :  Wuppertaler SV
- 1997-1998 :  Sporting Charleroi
- 1998-1999 :  RCS Visé